# Língua asheninca
O ashéninka ou ashéninca é uma língua da família linguística arawak falada no Peru.